# Luis de Borbón-Préaux
Luis de Borbón-Préaux (después de 1368 - 25 de octubre de 1415) fue un noble y militar francés, señor de Préaux. Era el hijo mayor de Jacques de Borbon-Préaux, señor de Préaux, y mayordomo de Francia y de Margarita de Préaulx.
Luis estuvo presente en la batalla de Azincourt y fue uno de los capitanes que formaban el ala izquierda del primer cuerpo del ejército francés, que estaba compuesta por 800 caballeros. Sin embargo, murió durante la refriega. No tuvo descendencia y fue sucedido por su hermano, Pedro de Borbón-Préaux.